# Вериловка
Вериловка — деревня в Рамонском районе Воронежской области.
Входит в состав Скляевского сельского поселения.

## История
Основана в XVIII веке на землях Веневитиновых. В 1859г. в деревне в 12 дворах проживало 178 человек. В 1900г. население составляло 266 жителей, было 39 дворов. В 2007г. жителей в деревне не зарегистрировано. Сейчас там дачи.

## География
Расположена в восточной части поселения, на правом берегу реки Дон.
В деревне имеется одна улица — Луговая.

## Население
| 2010 |
| ---- |
| 0    |